# Tina Mrak
Tina Mrak, née le 6 février 1988 à Koper, est une marin slovène qui participe notamment à l'épreuve de voile des Jeux olympiques en 2012 et 2016.

## Palmarès
En 470, elle se classe 18e aux Jeux olympiques de 2012 et 6e à ceux de 2016. Elle est également championne d'Europe de la discipline en 2015.